# Bouře (Ivan Jilemnický)
Bouře je pískovcová skulptura v parku Ivana Jilemnického v Praze 10, Strašnicích v geomorfologickém celku Pražská plošina.

## Historie a popis díla
Bouři vytvořil český sochař a ilustrátor Ivan Jilemnický (1944–2012) technikou sekání z pískovce v roce 1993 (některé zdroje uvádějí rok vzniku 1982). Instalace na louce parku proběhla dne 26. června 1997. Skulptura ztvárňuje abstraktním způsobem téma živlu bouře.

## Další informace
Dílo je celoročně volně přístupné a v sousedství se nachází další skulptura Vodopád od stejného autora.

## Galerie

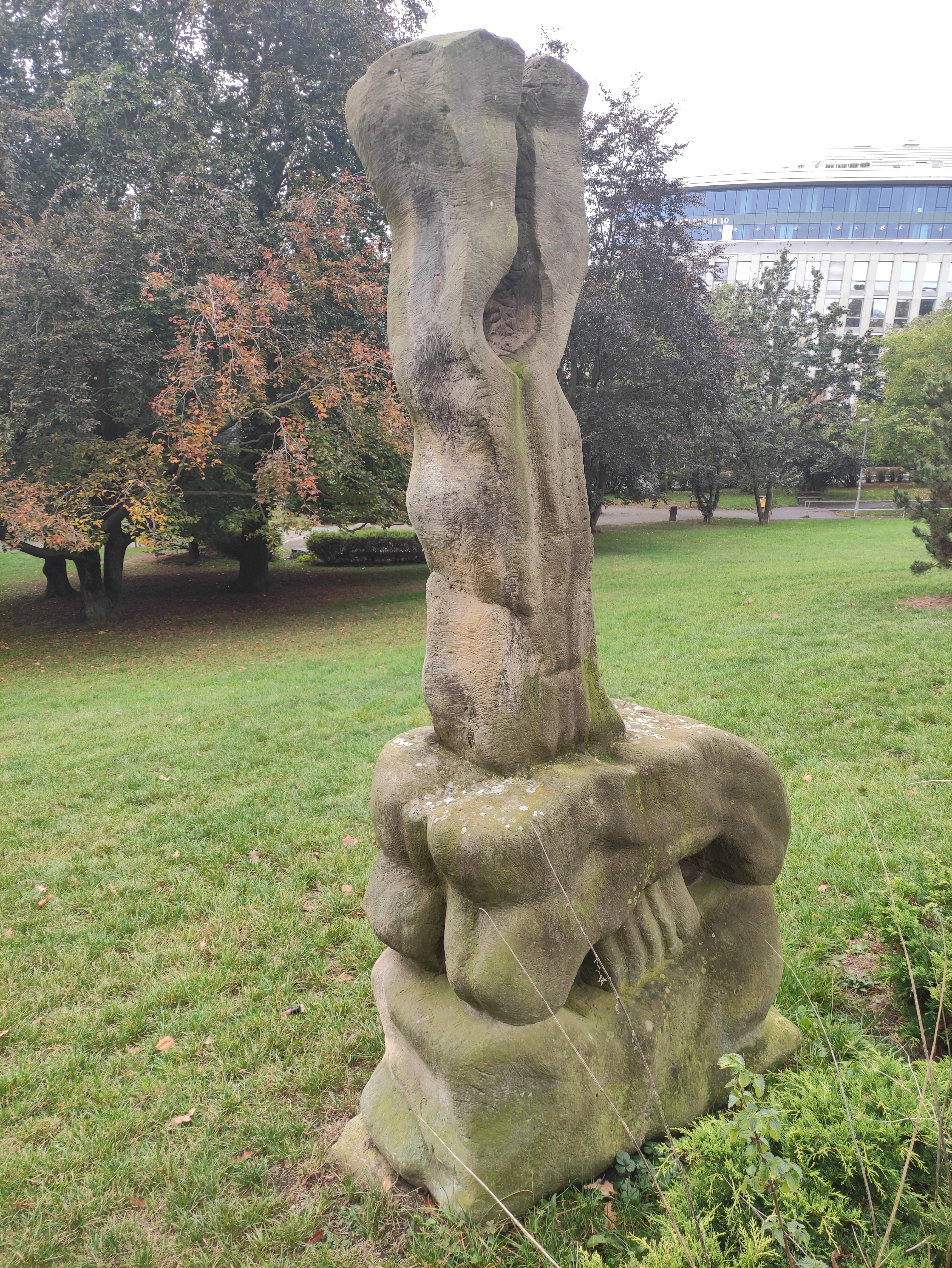
šikmý zadní pohled na dílo
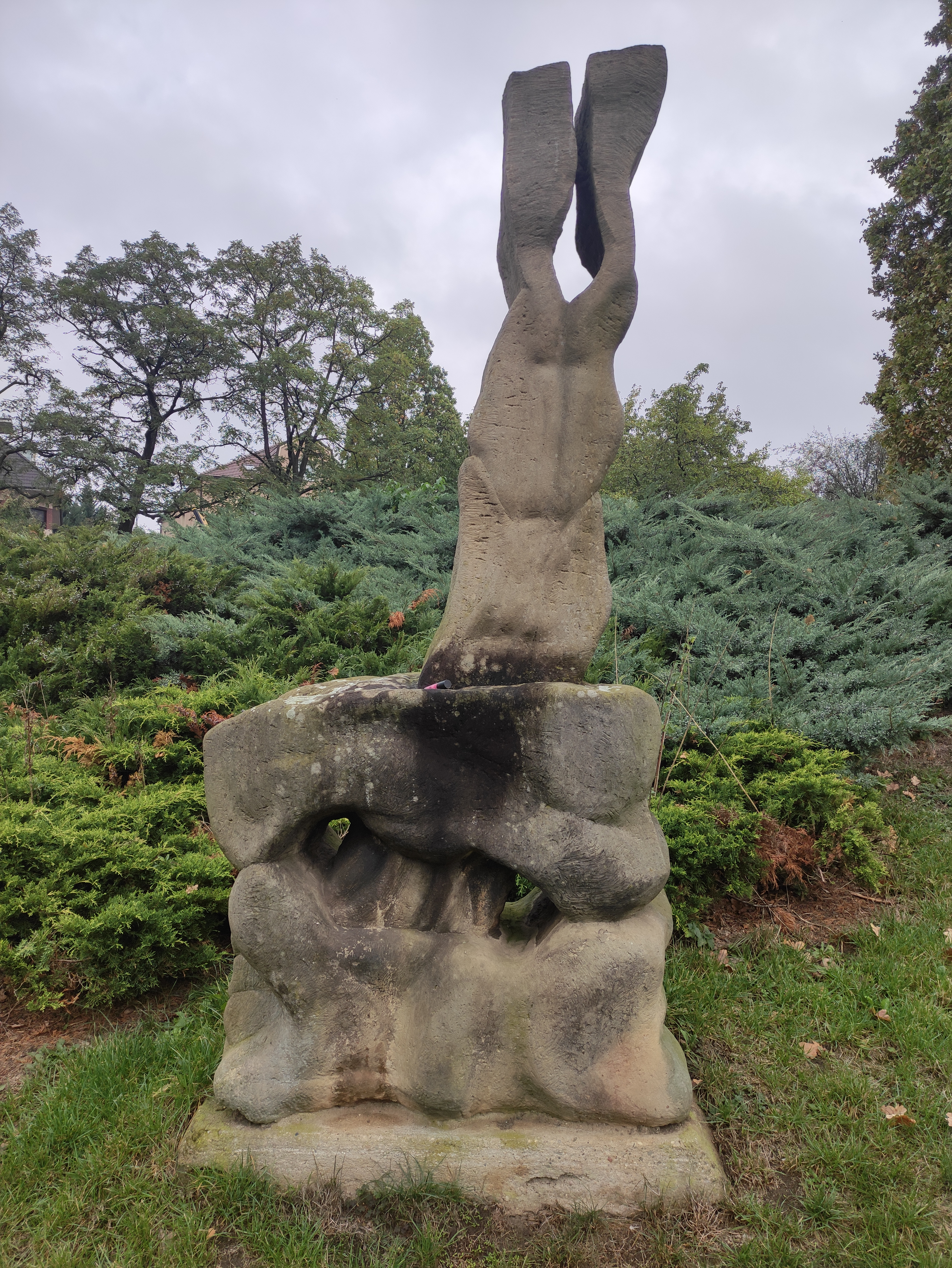
Čelní pohled na dílo